# Ктенанта
Ктенанта (лат. Ctenanthe) — род вечнозелёных многолетних цветковых растений семейства Марантовые (Marantaceae).

## Распространение
Вечнозелёные многолетние травянистые растения, произрастающие в Центральной и Южной Америке.
В природных условиях растения рода селятся на нижнем ярусе влажных тропических лесов на высотах от 100 до 500 метров над уровнем моря.

## Описание
Травянистые растения, образующее розетки продолговатых листьев с орнаментом из пятен вдоль жилок. Листья темно-зеленые, изнанка листьев темноокрашенная, пурпурных тонов. Форма листьев — асимметричный эллипс с заострённым кончиком. У некоторых исходных видов листья зелёные, но в культуре распространены пестролистные формы. На поверхности длинных листьев находятся желтые, бледно-зеленые или серебристые полоски, которые несимметрично расходятся от центральной жилки к краям. Листья могут опускаться и подниматься вслед за солнечным светом. Соцветия имеют форму колосков прикрытых плотными прицветниками. От других растений из семейства Марантовые растения рода отличаются более вытянутой формой листовой пластины и более длинными черешками, которые длиннее листа в 2—4 раза.

## Значение и применение
Представители рода выращиваются как декоративные комнатные растения, из-за их привлекательной, часто пестрой, листвы и используются в цветочных композициях.
В природных условиях растения достигают до 2—2,5 метров в высоту, а длина листа — до 30—35 сантиметров. При комнатном разведении растения достигают 70—80 сантиметров в высоту, а длина листа — 12—15 сантиметров.
В домашних условиях растение размножают делением корневища весной, либо укоренением верхушечных розеток с 2—3 листьями на черенке. Далее растение содержат в хорошо освещенном месте либо в полутени при температуре 20—25 градусов без перепада ночной и дневной температуры с умеренным поливом и частыми опрыскиваниями.

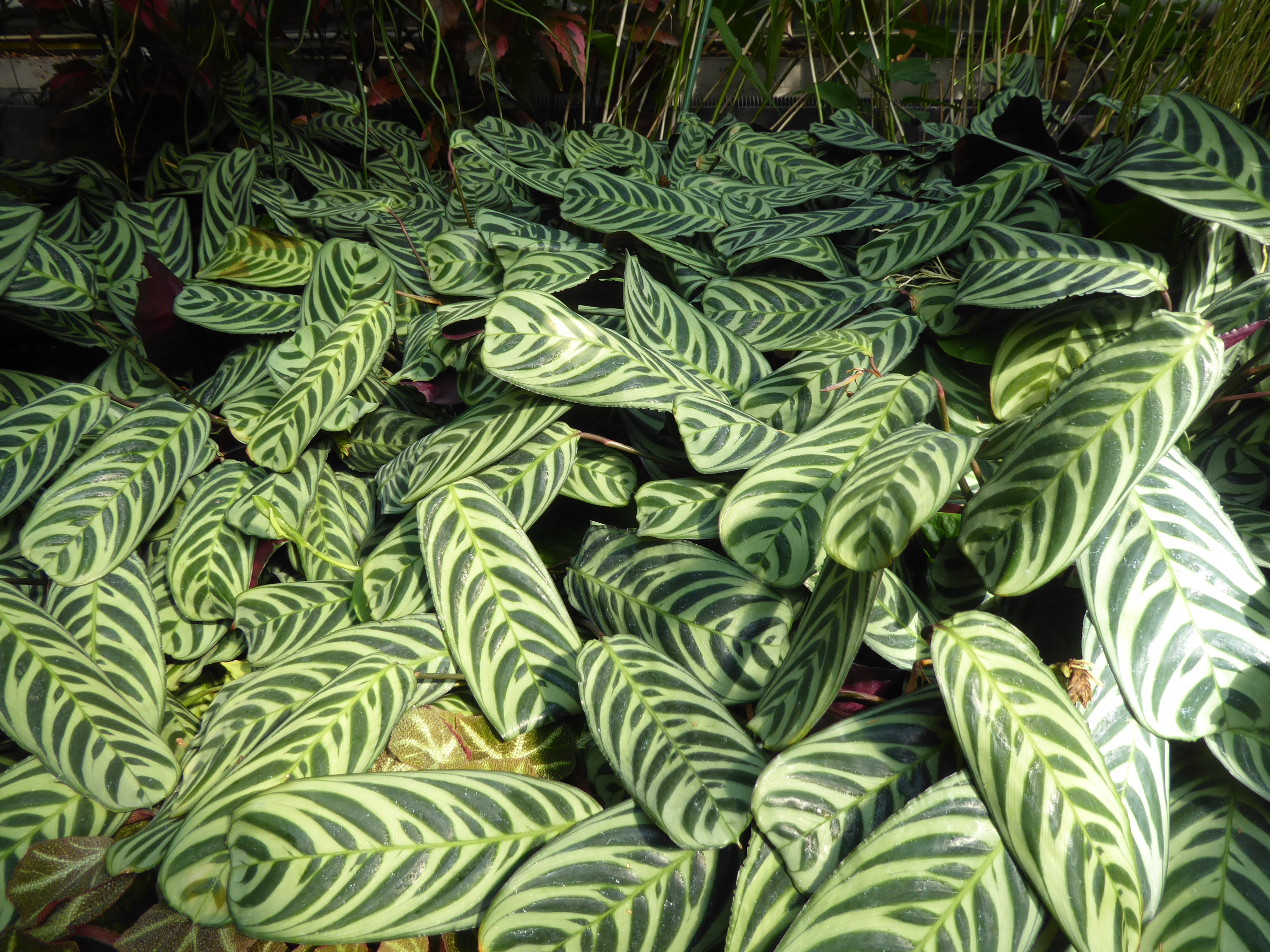
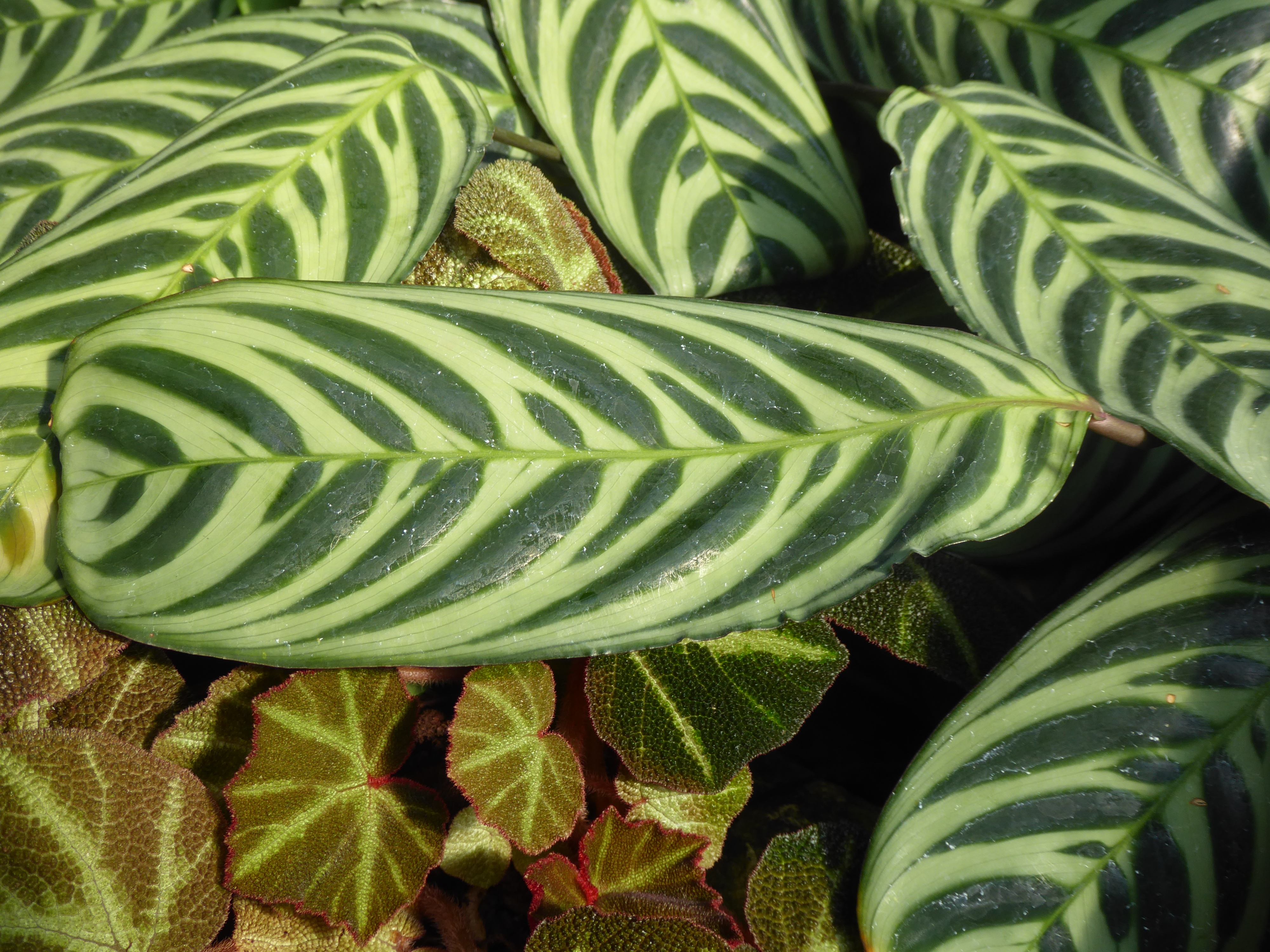
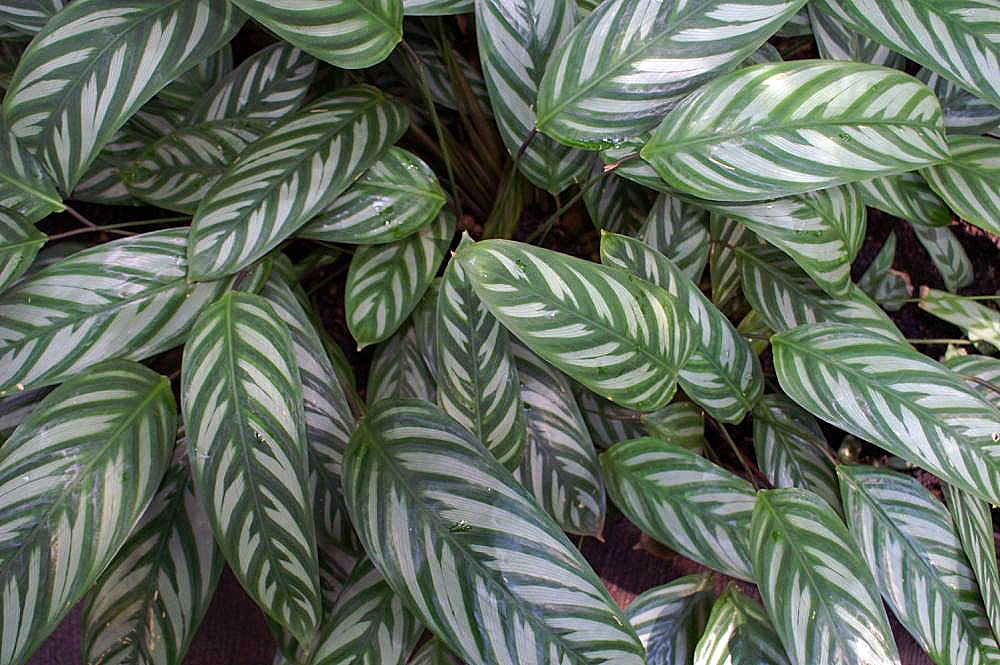

## Таксономия
Ctenanthe Eichler, Abhandlungen der Königlichen Akademie der Wissenschaften zu Berlin 1884: 81. 1884.

### Виды
В роду насчитывается 15 видов. Среди них:
- Ctenanthe oppenheimiana — Ктенанта Оппенгейма[источник не указан 1568 дней]
- Ctenanthe lubbersiana — Ктенанта Любберса[источник не указан 1568 дней]
- Ctenanthe setosa — Ктенанта опушенная, или Ктенанта щетинистая[источник не указан 1568 дней]
- Ctenanthe marantifolia — Ктенанта марантолистная[источник не указан 1568 дней]
- Ctenanthe amabilis — Ктенанта приятная[источник не указан 1568 дней]
- Ctenanthe burle-marxii — Ктенанта бурле-маркси[источник не указан 1568 дней]
- Ctenanthe compressa — Ктенанта сжатая[источник не указан 1568 дней]